# Haute-Avesnes

Haute-Avesnes este o comună în departamentul Pas-de-Calais, Franța. În 1 ianuarie 2022 avea o populație de 462 de locuitori.